# ワイドショーWHO
『ワイドショーWHO』は、関西テレビで1985年1月4日から1989年9月29日まで放送されたワイドショー。

## 概要
トーク中心の情報番組である。
テーマ曲はやしきたかじん「愛の宇宙〜COSMOS〜」が使用された。

## 出演者
- 岡本栄・舟戸敦子
- 森本太郎・関純子
- 毛利八郎[2]
- 山本浩之
- 森ミドリ

## コーナー
男の井戸端会議
- 一週間の出来事を男性出演者が振り返る[1]。
- 主なメンバー
  - 横山ノック
  - 桂春蝶 (2代目)
  - 成瀬國晴
  - 月亭八方
  - やしきたかじん

火曜日は、この人
- 開始当初はゲストのタレントの親子とのトークであったが、のちに夫婦・家族・友人も出演した[1]。

ザ・特集
- 女性タレント・文化人とのトーク[1]。

下町の何でも自慢コンテスト
- 視聴者参加企画[1]

旅三昧
旅バンザイ
来た見た食べた
てれび伝言板
今月の歌
商品情報
ショッピング